# 81ª Brigata aeromobile "Slobožanščina"
L'81ª Brigata aeromobile autonoma "Slobožanščina" (in ucraino 81-ша окрема аеромобільна Слобожанська бригада?, 81-ša okrema aeromobil'na Slobožans'ka bryhada, unità militare A2120) è un'unità di fanteria aviotrasportata delle Forze d'assalto aereo ucraine con base a Kramators'k.

## Storia
La brigata venne costituita a Kramators'k nell'autunno 2014, in seguito all'annessione della Crimea alla Russia, sulla base di elementi provenienti dalla 25ª, dall'80ª e dalla 95ª Brigata. Venne immediatamente schierata per la difesa dell'aeroporto di Donec'k durante la guerra del Donbass. Il 9 giugno 2015 venne insignito del titolo di Eroe dell'Ucraina postumo il tenente maggiore Ivan Zubkov per aver chiamato su se stesso il fuoco dell'artiglieria durante la battaglia. Il 90º Battaglione della brigata venne intitolato a Zubkov il 30 dicembre dello stesso anno. L'unità ha partecipato a diversi scontri in Donbass negli anni successivi, soprattutto nella zona di Avdiïvka.
Nel febbraio 2022, poco prima dello scoppio della guerra con la Russia, la brigata è stata la prima unità delle forze armate ucraine a ricevere i missili anticarro britannici NLAW. Ha preso parte ai combattimenti nell'Ucraina orientale durante l'invasione russa del 2022, rallentando l'avanzata nemica a sud di Izjum. All'inizio di maggio elementi della brigata sono stati inviati a rinforzo della guarnigione ucraina di Rubižne per coprirne la ritirata verso Sjevjerodonec'k. Il 28 giugno l'unità è stata insignita dal presidente Zelens'kyj del titolo onorifico "Per il Valore e il Coraggio". A partire dal 10 settembre è stata coinvolta nella battaglia di Lyman, nell'ambito della controffensiva ucraina nella regione di Charkiv, arrivando a liberare Novoselivka (10 km a nord della città) il 28 settembre insieme a elementi della Guardia nazionale. Il 1 ottobre il Ministero della difesa russo ha annunciato ufficialmente il ritiro delle truppe da Lyman, ormai quasi completamente circondata. In seguito al successo dell'operazione, e con l'aggravarsi della situazione nell'area di Bachmut, la brigata è stata trasferita a protezione della città. Nei primi mesi del 2023 è stata invece impiegata insieme alla 10ª Brigata d'assalto da montagna nella difesa del saliente di Sivers'k, soggetto a ripetuti tentativi di avanzata russi in seguito alla cattura di Soledar nel mese di gennaio. Ha difeso in particolare il caposaldo di Bilohorivka da continui attacchi russi durante tutta l'estate.
Il 21 novembre 2023, in occasione della Giornata delle Forze Aviotrasportate, la brigata ha ricevuto dal presidente Zelens'kyj il titolo onorifico di "Slobožanščina", regione storica che comprende l'Ucraina nord-orientale. Inoltre il 90º e il 122º Battaglione aeromobile sono stati insigniti dell'onorificenza "Per il Valore e il Coraggio".
Fra febbraio e marzo 2024 ha nuovamente respinto diversi assalti russi a Bilohorivka, supportata dalla 100ª Brigata di difesa territoriale. Nel marzo 2025, insieme alla 54ª Brigata meccanizzata, ha nuovamente respinto un importante assalto russo in direzione di Sivers'k, condotto dal 3º Corpo d'armata con oltre 40 veicoli da combattimento, infliggendo gravi perdite ai reparti avversari. Ad aprile la brigata ha ricevuto in dotazione un certo numero di veicoli da combattimento Stryker di produzione statunitense e Puma di produzione italiana.

## Struttura
- Comando di brigata[24]
- 1º Battaglione aeromobile
- 2º Battaglione aeromobile
- 90º Battaglione aeromobile "Eroe dell'Ucraina tenente maggiore Ivan Zubkov" (Kostjantynivka, unità militare A0641)[25]
- 122º Battaglione aeromobile (Družkivka, unità militare A4165)[26]
- 5º Gruppo tattico di battaglione (Poltava, unità militare A1493)[27]
- Compagnia corazzata (T-80BV)
- Gruppo d'artiglieria
  - Batteria acquisizione obiettivi
  - Battaglione artiglieria (D-30 e M119)
  - Battaglione artiglieria semovente (2S1 Gvozdika)
  - Battaglione artiglieria lanciarazzi (BM-21 Grad)
- Battaglione artiglieria missilistica contraerei
- Compagnia ricognizione
- Compagnia genio
- Compagnia supporto aereo
- Compagnia logistica
- Compagnia manutenzione
- Compagnia comunicazioni
- Compagnia difesa NBC
- Compagnia medica
- Plotone cecchini

## Comandanti
- Colonnello Jevhen Mojsjuk (ottobre 2014 - dicembre 2018)[28]
- Colonnello Artem Kotenko (dicembre 2018 - novembre 2021)[29]
- Colonnello Oleksij Javkun (novembre 2021 - in carica)[30]